# Stephen Kocisko
Stephen John Kocisko (ur. 11 czerwca 1915 w Minneapolis, zm. 7 marca 1995 w Uniontown) – amerykański duchowny greckokatolicki, bizantyjsko-rusiński biskup pomocniczy Pittsburgha  (1956–1963) ze stolicą tytularną Theveste, pierwszy biskup Passaic (1963–1967), biskup (1967–1969) i pierwszy arcybiskup pitsburski (1969–1991).

## Życiorys

### Pochodzenie
Urodził się jako jedno z dziewięciorga dzieci Amerykanów pochodzenia słowackiego. 
Rodzice urodzili się w USA. Matka, Anna Somos, pochodziła z Nanticoke w Pensylwanii, zaś ojciec, John Kocisko, z Minneapolis. 
Według Miloslava Rechcigla oboje rodzice pochodzili ze wsi Bystré na Słowacji. Matka, Anna z domu Zelenak, była grekokatoliczką i Rusinką, zaś ojciec John Kocisko, był luteraninem. 
W rzeczywistości to dziadkowie ojczyści przyszłego metropolity (Anna Zelenak i John Kocisko starszy) pochodzili z tej rusińskiej wsi na Słowacji.  
Ojciec Stephena, John Kocisko, urodził się w Minneapolis w 1888 r. Niedługo po jego narodzinach rodzina wróciła na Słowację. Jego narodziny i chrzest zostały wpisany do ksiąg parafialnych kościoła luterańskiego w  miejscowości Hanušovce nad Topľou. W księdze odnotowano, że urodził się w Minneapolis. Był synem Anny Zelenak, grekokatoliczki pochodzenia rusińskiego i Johna Kocisko, luteranina pochodzenia słowackiego. Zarówno John, jak i Anna urodzili się we wsi Bystré na Słowacji. W 1910 r. John wrócił do Ameryki. 22 lutego 1911 r. w wieku 22 lat zaciągnął się do armii w Fort Snelling w Minnesocie. Przez trzy lata służył w artylerii nadbrzeżnej w Kalifornii jako mechanik. John został zwolniony ze służby w lutym 1914 r. w Fort Barry w Kalifornii.
John Kocisko poślubił byłą Annę Somos 11 lipca 1914 r. Ślubu udzielił im w Alden w Pensylwanii greckokatolicki ksiądz Anthony Lotowyez. Anna Somos urodziła się w Nanticoke w Pensylwanii. Była córką Andrew Somosa, grekokatolika pochodzenia karpatorusińskiego, pochodzącego ze wsi Lozin na Słowacji, i Anny Rost. John utrzymywał swoją rodzinę jako inspektor w młynie zbożowym.

### Kariera duchowna
Stephen Kocisko ukończył De La Salle Catholic High School w  Minneapolis, a następnie studiował w Nazareth Hall Preparatory Seminary w Saint Paul. Biskup Basil Takach wysłał go do Wielkiego Seminarium św. Jozafata w Rzymie na studia filozoficzne i teologiczne, gdzie uzyskał tytuł magistra teologii. Biskup Aleksandr Nikołajewicz Jewreinow (Alexander Evreinoff) wyświęcił go na kapłana 30 marca 1941 r., tuż przed jego powrotem do Stanów Zjednoczonych.
Najpierw pełnił funkcję proboszcza w Detroit i w miejscowości Lyndora w hrabstwie Butler w Pensylwanii. Był również członkiem Trybunału Małżeńskiego Egzarchatu USA i profesorem patrologii w Byzantine Catholic Seminary of Ss. Cyril and Methodius w Pittsburghu. Biskup Nicholas Elko mianował go w 1956 r. kanclerzem egzarchatu.
Biskup Elko, stając w obliczu rosnącej liczby parafii, zwrócił się do Stolicy Apostolskiej z prośbą o powołanie biskupa pomocniczego. 23 października 1956 r. Stephen Kocisko został wyświęcony na biskupa w katedrze św. Pawła, głównej świątyni rzymskokatolickiej diecezji pittsburskiej.
Biskup Kocisko rozpoczął rezydencję w parafii Ducha Świętego w północnej części Pittsburgha. Przez następne siedem lat pełnił funkcję biskupa pomocniczego i został mianowany rektorem seminarium (1958–1963) i wikariuszem generalnym.
31 lipca 1963 r., kiedy ustanowiono dwie nowe eparchie obrządku bizantyjsko-rusiński: Pittsburgha i Passaic, biskup Stephen Kocisko został mianowany pierwszym ordynariuszem Passaic. Został zainstalowany przez delegata apostolskiego w Stanach Zjednoczonych, arcybiskupa Egidio Vagnozziego w nowo wyznaczonej katedrze św. Michała Archanioła w Passaic.
Nowy ordynariusz organizował administrację nowej eparchii. Stworzył również tygodnik „The Eastern Catholic Life”. Jako aktywny członek drugiej sesji soboru watykańskiego, która rozpoczęła się jesienią 1963 r., biskup Stephen dostrzegł znaczenie wdrażania dekretów soborowych, w tym nakazującemu katolickim Kościołom wschodnim powrót do ich autentycznych tradycji i praktyk.
Po rezygnacji biskupa Nicholasa Elko, Stolica Apostolska mianowała biskupa Stephena biskupem eparchii Pittsburgha 22 grudnia 1967 r. Następnie, gdy 21 lutego 1969 r. papież Paweł VI utworzył rusińską metropolię sui iuris, mianował biskupa Stephena Kocisko jej pierwszym arcybiskupem metropolitą. Eparchia Munhall została podniesiona do rangi archieparchii, a eparchia Passaic została wyznaczona jako jej sufragania. Nowa eparchia Parmy została utworzona z zachodniego terytorium archieparchii Munhall.
Arcybiskup Kocisko został zainstalowany 11 czerwca 1969 r. jako pierwszy metropolita w historii karpackich Rusinów przez delegata apostolskiego Luigiego Raimondiego w kościele Świętego Ducha w dzielnicy Oakland w Pittsburghu.
W lutym 1990 r., gdy dobiegły końca represyjne rządy komunistyczne w Europie Środkowej i Wschodniej, metropolita Stephen Kocisko wraz z dużą grupę amerykańskich hierarchów katolickich, duchownych, zakonników i wiernych do udał się eparchii preszowskiej we wschodniej Słowacji i eparchii mukaczewskiej na zachodniej Ukrainie.
W dniu swoich 75 urodzin, 11 czerwca 1990 r., arcybiskup Stephen Kocisko złożył rezygnację z funkcji metropolity Pittsburgha na ręce papieża Jana Pawła II. Jego zdrowie stopniowo się pogarszało i zmarł 7 marca 1995 r. w Mount St. Macrina terenie klasztoru sióstr bazylianek w Uniontown.
Metropolita Stephen John Kocisko spoczywa w biskupiej części cmentarza Mount St. Macrina.